# ペシュト県
ペシュト県（Pest (ハンガリー語: Pest vármegye, 発音 [ˈpɛʃt]; ドイツ語: Komitat Pest)）は、ハンガリー共和国中部の県。面積6,394km2、人口107万7,300人（2003年）。北はスロバキアとの国境になり、ハンガリー国内ではノーグラード県、ヘヴェシュ県、ヤース・ナチクン・ソルノク県、バーチ・キシュクン県、フェイェール県、コマーロム・エステルゴム県に隣接している。ドナウ川が県を通って流れている。県都はブダペスト。

## 主な市町村
City
- エールド (63,631)

Towns
- ドゥナケシ (40,545)
- ツェグレード (36,645)
- シゲトセントミクローシュ (34,708)
- ヴァーツ (33,831)
- Gödöllő (32,522)
- ブダエルシュ (26,757)
- Szentendre (25,310)
- Nagykőrös (24,134)
- ジャール (23,338)
- ドゥナハラスティ (20,473)
- ヴェチェーシュ (20,088)
- フォート (19,068)
- Százhalombatta (17,952)
- モノル (17,626)
- ゲド (17,476)
- シゲトハロム (16,886)
- ポマーズ (16,622)
- ダバシュ (16,386)
- ジェムレー (16,250)
- Veresegyház (15,998)
- ペーツェル (15,168)
- アボニ (14,916)
- ピリシュヴェレシュヴァール (13,667)
- ブダケシ (13,502)
- テレクバーリント (12,841)
- ビアトルバージ (12,484)
- ナジカータ (12,467)
- アルベルティルシャ (12,016)
- キシュタルチャ (11,953)
- マグロード (11,738)
- ピリシュ (11,568)
- Üllő (11,425)
- イシャセグ (11,152)
- テケル (10,851)
- ブダカラース (10,619)
- ケレペシュ (10,068)
- ラーツケヴェ (9,755)
- ハラーステレク (9,200)
- ディオーシュド (9,056)
- オーチャ (8,985)
- ピリシュチャバ (8,472)
- シュイシャープ (8,195)
- トゥラ (7,774)
- ドゥナヴァルシャーニ (7,363)
- Őrbottyán (7,102)
- アソード (6,258)
- ターピオーセレ (5,914)
- ジャーンベーク (5,174)
- Örkény (4,730)
- ナジマロシュ (4,679)
- ソブ (2,794)
- ウーイハルチャーン (2,685)
- ヴィシェグラード (1,718)